# Bogdan Toader
Bogdan Toader (n. 7 iunie 1983, Ploiești, România) este un politician român, Președintele PSD Prahova, fost Președinte al Consiliului Județean Prahova. 

## Biografie
Bogdan Andrei Toader, născut pe 7 iunie în anul 1983 în Ploiești. A urmat cursurile Colegiului Național Mihai Viteazul din Ploiești pentru ca apoi să absolve Facultatea de Științe Economice din cadrul Universității de Petrol și Gaze  Ploiești cu Diploma de Licență în Management iar mai apoi Academia de Studii Economice București, unde a obținut Diploma de Masterat cu specializare în Administrarea Afacerilor.